# Martirio de Santa Catalina de Alejandría (Guercino)
El Martirio de Santa Catalina de Alejandría es una pintura realizada en 1653 por Guercino, realizada por encargo en Cento y destinada como regalo al cardenal Alderano Cybo-Malaspina, legado apostólico en Ferrara.

## Historia
Se conocen dos dibujos preparatorios del lienzo: el primero es compositivamente compatible con algunas modificaciones del cuadro; también hay una representación separada del ejecutor en el reverso de la hoja. Este dibujo se conserva actualmente en una colección privada de Londres, mientras que el Museo de Bellas Artes de Boston conserva otro que reproduce sustancialmente lo representado en la versión londinense, pero que contiene además una indicación que remite a un grabado de la obra -desconocido o cuyas copias no se han conservado- realizado por Francesco Bartolozzi.
El Santuario de San Francisco en Monteluco conserva una pequeña copia de la pintura, obra de Ercole Gennari: con toda probabilidad, la reproducción se completó en el taller de Guercino, este último alumno en su día del padre de Ercole Gennari, Benedetto Gennari el Viejo, y vinculado a la familia de su maestro durante toda su vida, el propio Ercole se casó con Lucia, hermana de Giovanni Francesco.
El lienzo permaneció en Ferrara durante mucho tiempo, mientras que su paradero siguió siendo desconocido durante un periodo considerable. Reapareció de nuevo en la primera mitad del siglo XIX en Londres, propiedad del comerciante inglés G. Farrer, a quien se la compró el rey Guillermo II de los Países Bajos. La venta póstuma de la colección del soberano nlandés hizo que, a instancias de Nicolás I de Rusia en 1850, el cuadro pasara a formar parte de las colecciones del Hermitage de San Petersburgo, donde aún se conserva. 

## Descripción
El cuadro representa un episodio de la Leyenda Aurea: la decapitación de Catalina de Alejandría. La santa aparece arrodillada con las manos juntas, mientras que a su lado, un verdugo semidesnudo sostiene una espada en la mano derecha, mientras que con la izquierda sujeta la cabeza de Catalina por el pelo, dispuesto a cortársela. A la izquierda, detrás del verdugo, se ve la rueda dentada, instrumento para el martirio original que debería haber tenido lugar mediante la tortura de la rueda, pero prodigiosamente destruida por un ángel. Este último está presente en la escena bajo la apariencia de un putto, sosteniendo una corona en la mano izquierda y una rama de palma en la derecha: según la Leyenda Dorada, ambos son atributos de Catalina. 